# Töyrynummi
Töyrynummi (suédois : Lidmalmen) est une section du quartier de Suutarila d'Helsinki, la capitale de la Finlande. Siltamäki appartient aussi au district de Suutarila.

## Description
Töyrynummi a une superficie est de 1,34 km2, sa population s'élève à 4 709 habitants(1.1.2010) et il offre 379 emplois (31.12.2008).
Le quartier a pour voisins le quartier Tammisto de Vantaa à l'ouest sur la rive orientale du Keravanjoki, Tapaninvainio au sud de l'autre côté de la rue Tapaninkyläntie ainsi que Tapulikaupunki à l'est.

## Galerie

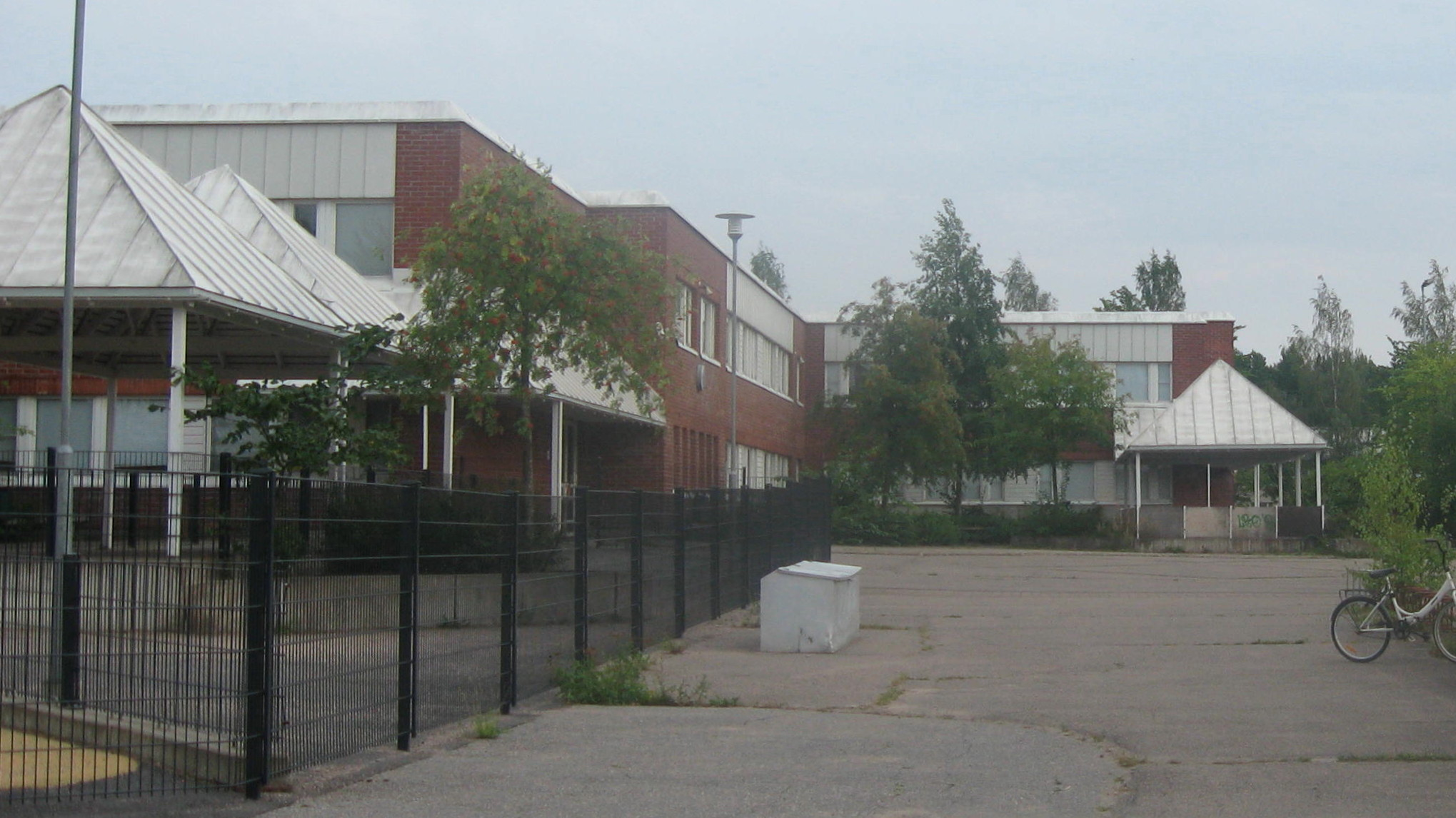
Ecole de Suutarinkylä.

## Transports
Töyrynummi est desservi par les lignes 61, 79, 562 et 611 de bus de la région d'Helsinki.